# Resolución 58 del Consejo de Seguridad de las Naciones Unidas
La resolución 58 del Consejo de Seguridad de las Naciones Unidas, fue adoptada el 28 de septiembre de 1948. La Federación Suiza recién se había unido a la Corte Internacional de Justicia (CIJ) pero todavía no era un miembro de las Naciones Unidas y se le solicitó al Consejo que hiciera recomendaciones. El Consejo recomendó que Suiza y cualquier otro Estado que se encuentre en esta posición debería ser permitido participar en todos los elementos de la Asamblea General referente a la CIJ, incluyendo la nominación de nuevos miembros y elecciones.
El Consejo también recomendó que esas naciones fuesen requeridas a pagar cuotas que cubriesen los gastos de la Corte y que en caso de fallar en hacerlo (a menos que dicha nación tuviese una excusa considerada justificable por la Asamblea General) no se le debería permitir participar en la Asamblea de ninguna manera hasta que el balance haya sido pagado.
El presidente del Consejo declaró que la resolución fue aprobada unánimemente en la ausencia de alguna objeción por parte de alguno de sus miembros.